# Josette Zell
Josette Zaepffel, connue sous le nom de scène de Josette Zell (née le 12 juin 1933 à Paris et décédée le 9 février 2018 à Marchiennes) est une actrice française.

## Biographie
Élève du Cours Simon.
Josette Zell a épousé en 1964 à Paris Christian Gaillot.

## Filmographie
- 1939 : La Brigade sauvage de Marcel L'Herbier et Jean Dréville
- 1941 : L'Assassinat du père Noël de Christian-Jaque (figuration)
- 1942 : Une étoile au soleil d'André Zwoboda